# Saxler

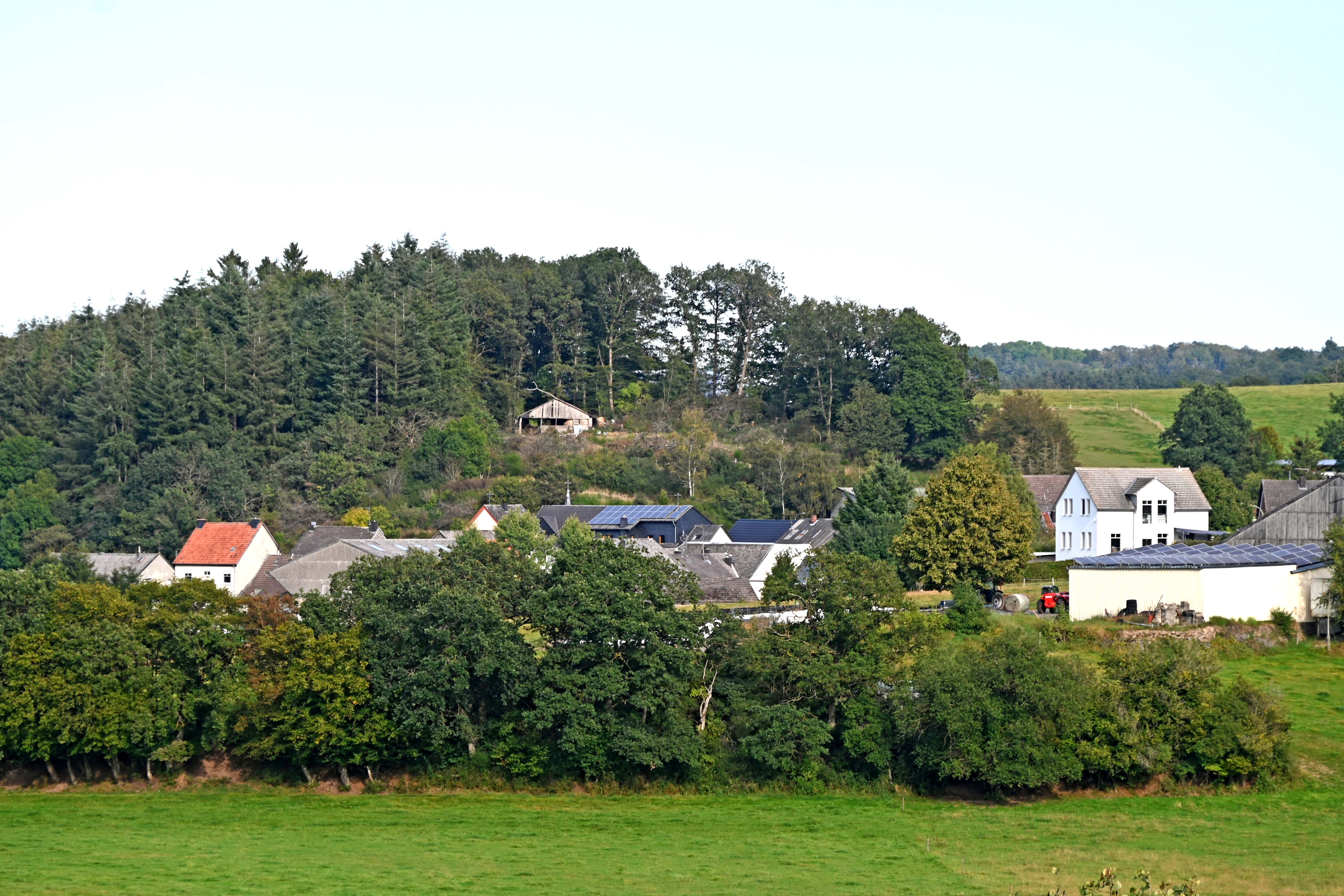
Saxler von Westen

Saxler ist eine Ortsgemeinde im Landkreis Vulkaneifel in Rheinland-Pfalz. Sie gehört der Verbandsgemeinde Daun an.

## Geographische Lage
Saxler liegt im Naturpark Vulkaneifel zwischen Ellscheid im Nordosten, Gillenfeld im Südsüdosten und Udler im Westen; der gleichnamige Hauptort liegt auf etwa 403 bis 422 m ü. NHN. Zur Ortsgemeinde gehören auch die Wohnplätze Mariahof, Michelshof, Saxlermühle, Waldhof und Weierhof. Nordwestlich vorbei an Saxler fließt im Übergangsbereich zu Waldhof der Alf-Zufluss Mürmesbach (Mürmesgraben).

## Geschichte
Bei Drainagearbeiten wurde im Jahre 1991 nordnordwestlich von Saxler im Bereich eines Südhangs eine römische Siedlungsstelle gefunden. Dort wurden auch viele Keramikscherben aus dem 2. bis 4. Jahrhundert gefunden.
Saxler gehörte bis zum Ende des 18. Jahrhunderts zum Amt Daun des Kurfürstentums Trier, nach der Eroberung durch die Franzosen von 1798 bis 1814 zum Kanton Daun des Arrondissements Prüm im Département de la Sarre. Infolge des Wiener Kongresses von 1815 kam der Ort zum Königreich Preußen und gehörte zum Kreis Daun im Regierungsbezirk Trier und von 1822 an zur Rheinprovinz. Die Einwohnerzahl betrug 1910 95, 1939 117 und ist seither rückläufig.

## Politik

### Bürgermeister
Ralf-Peter Rhaesa wurde im Juni 2024 zum Ortsbürgermeister von Saxler gewählt.
Sein Vorgänger war Winfried Scheppe seit 2009. Da bei der Direktwahl am 26. Mai 2019 kein Bewerber angetreten war, oblag die Neuwahl des Bürgermeisters gemäß Gemeindeordnung dem Rat. In seiner konstituierenden Sitzung am 20. August 2019 bestätigte er Scheppe für weitere fünf Jahre in seinem Amt.
Dessen Vorgänger Josef Max hatte das Amt von 1984 bis 2009 ausgeübt.

### Wappen
| Wappen von Saxler | Blasonierung: „In blauem Schild ein schrägrechter silberner Balken, belegt mit einer roten, langstieligen Schaufel; oben begleitet von einem silbernen Mühlrad, unten von einem silbernen schrägrechts nach unten gewendeten Fisch.“ |
| Wappen von Saxler | |

## Sehenswürdigkeiten
Der Ort wird geprägt durch die katholische Kirche St. Wendelin, ein kleiner Saalbau aus dem frühen 18. Jh.

St. Wendelinus
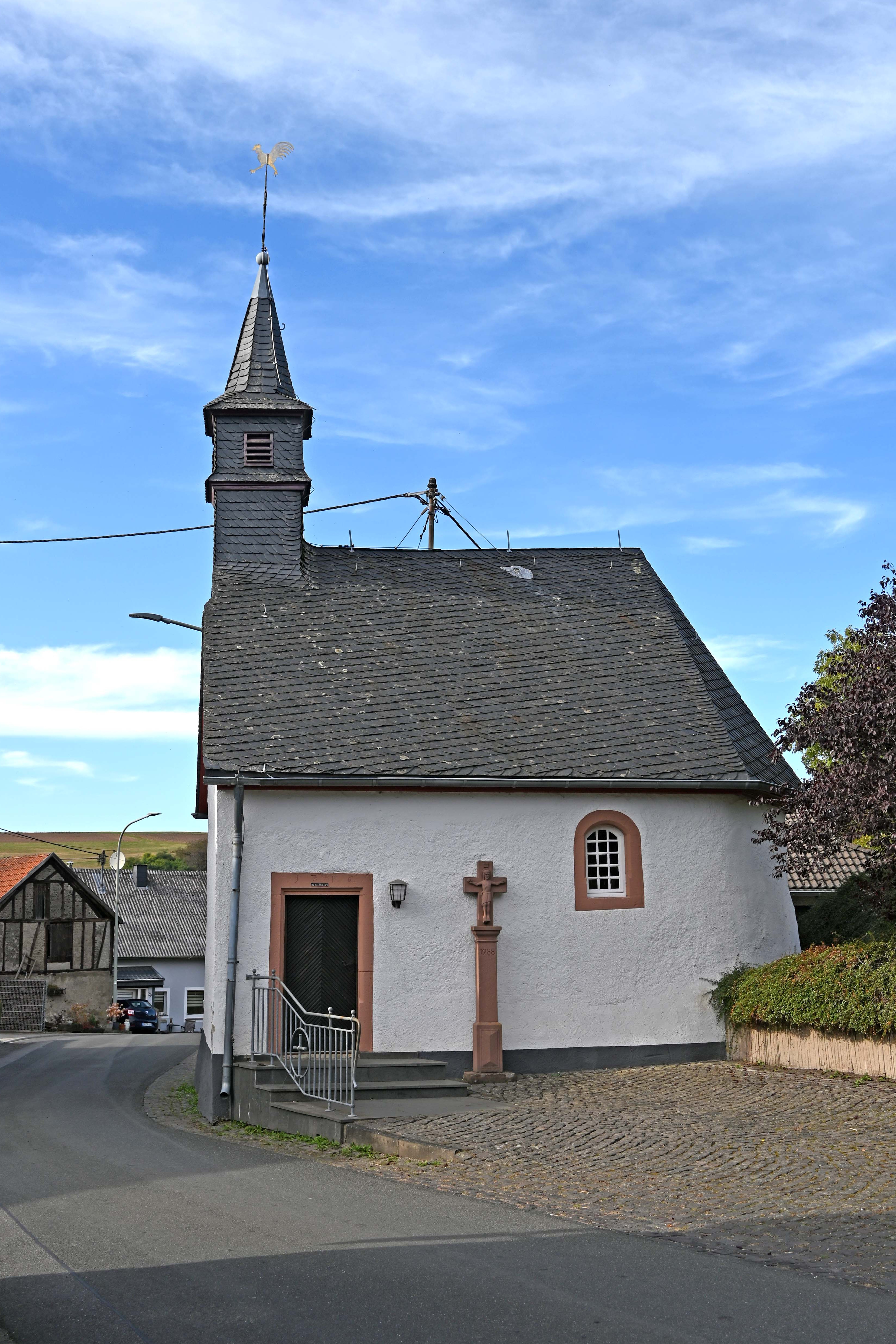
Kapelle (1716)
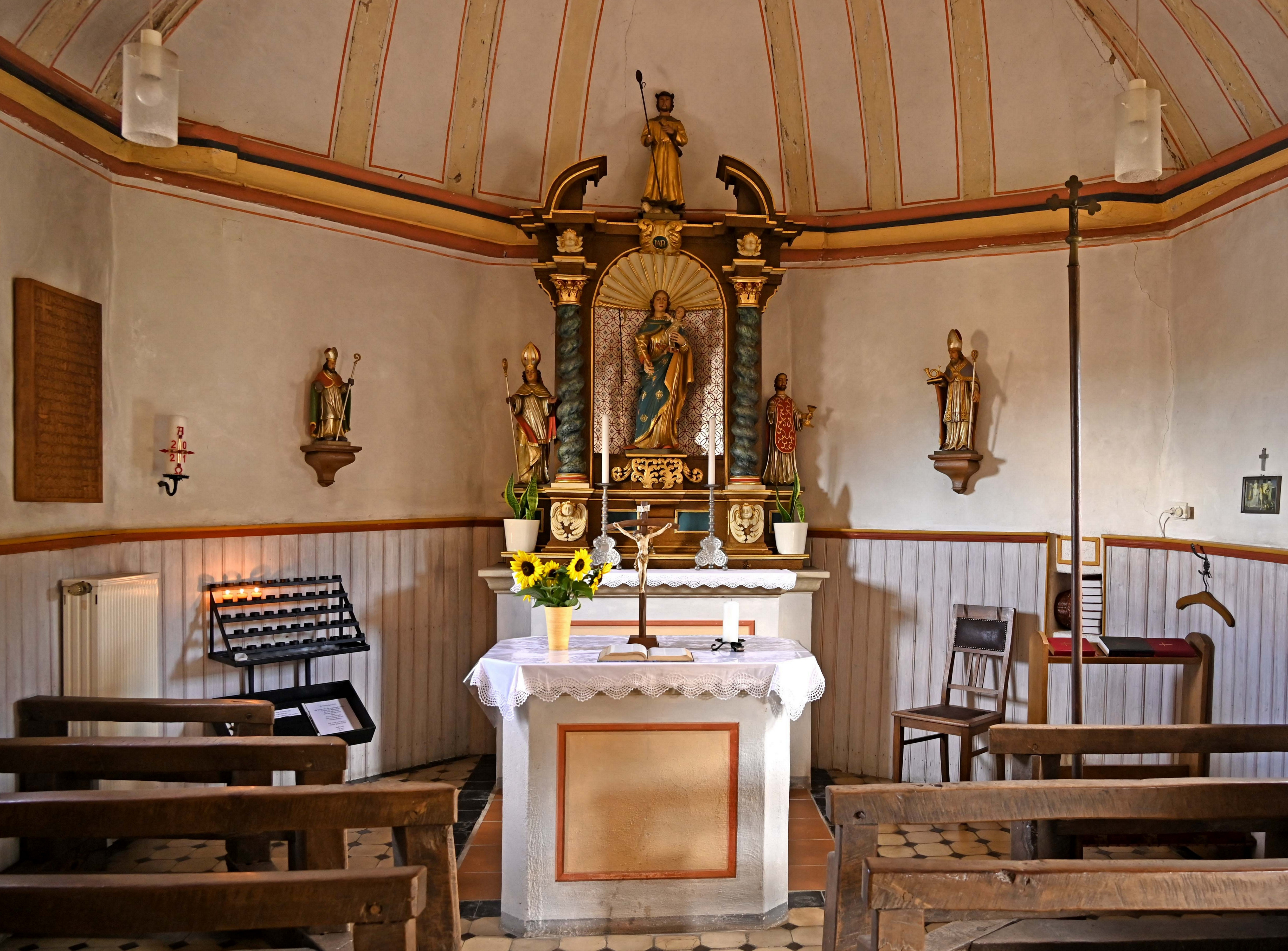
Innenraum
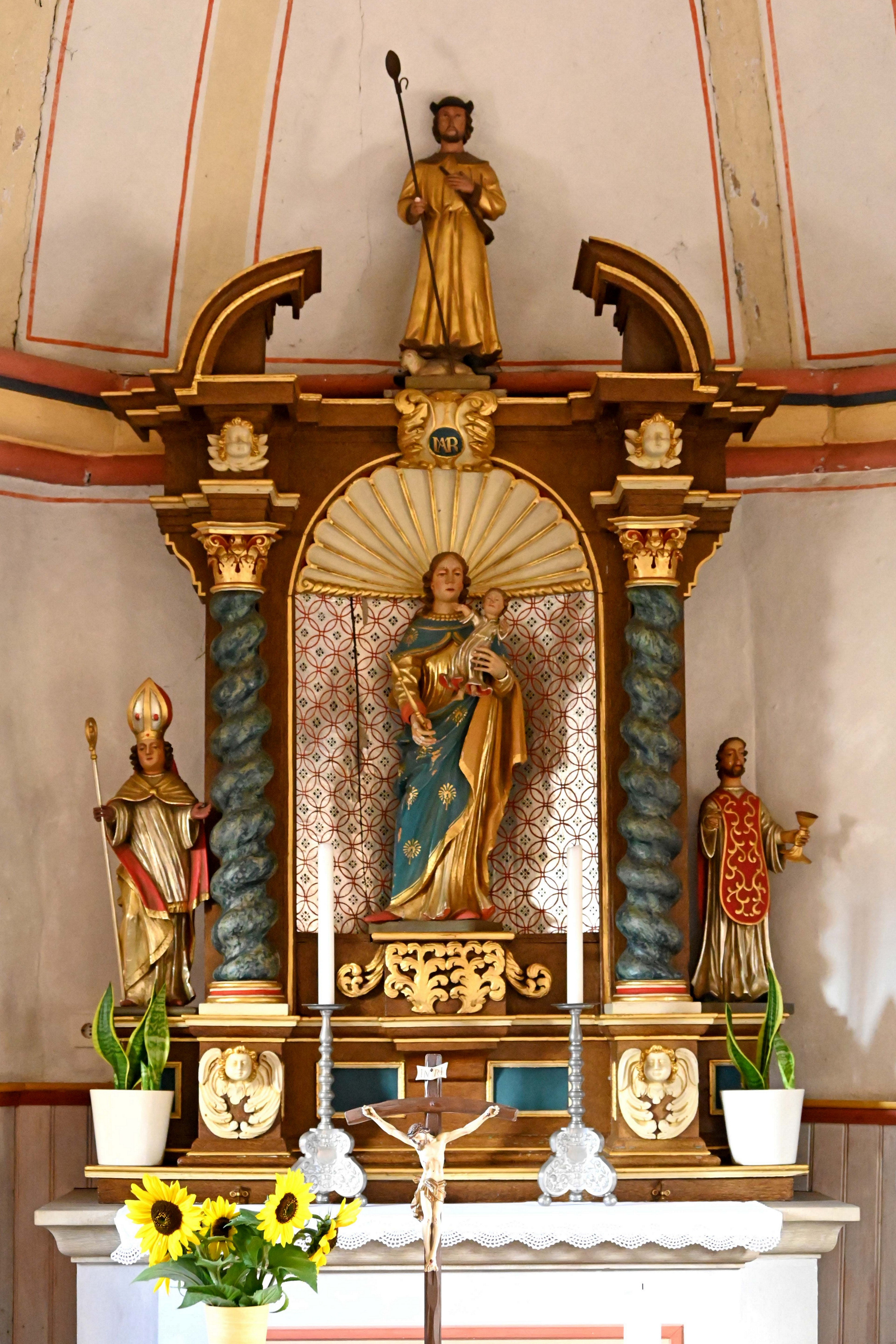
Barocker Hochaltar
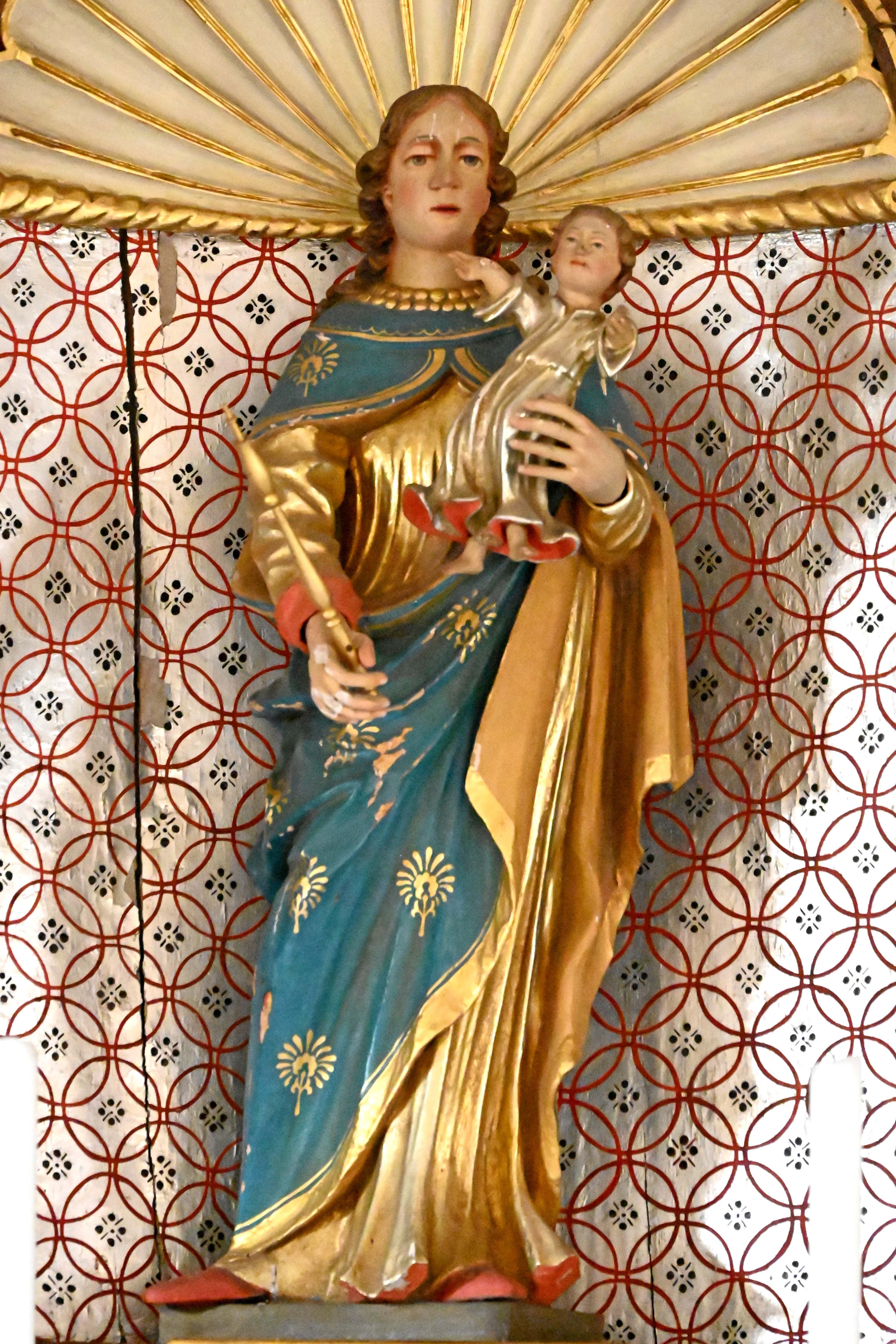
Marien-Statue
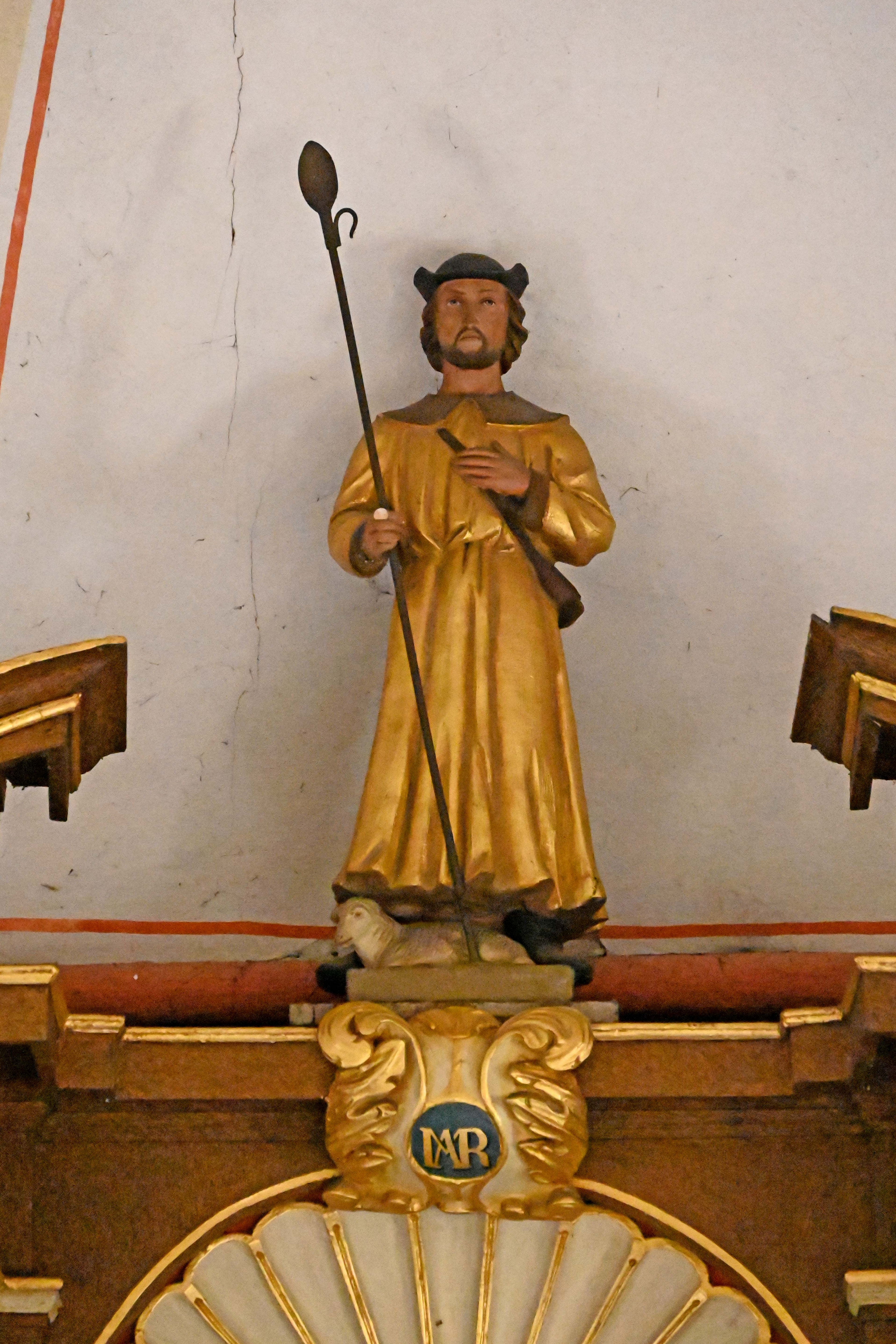
Statue St. Wendelin
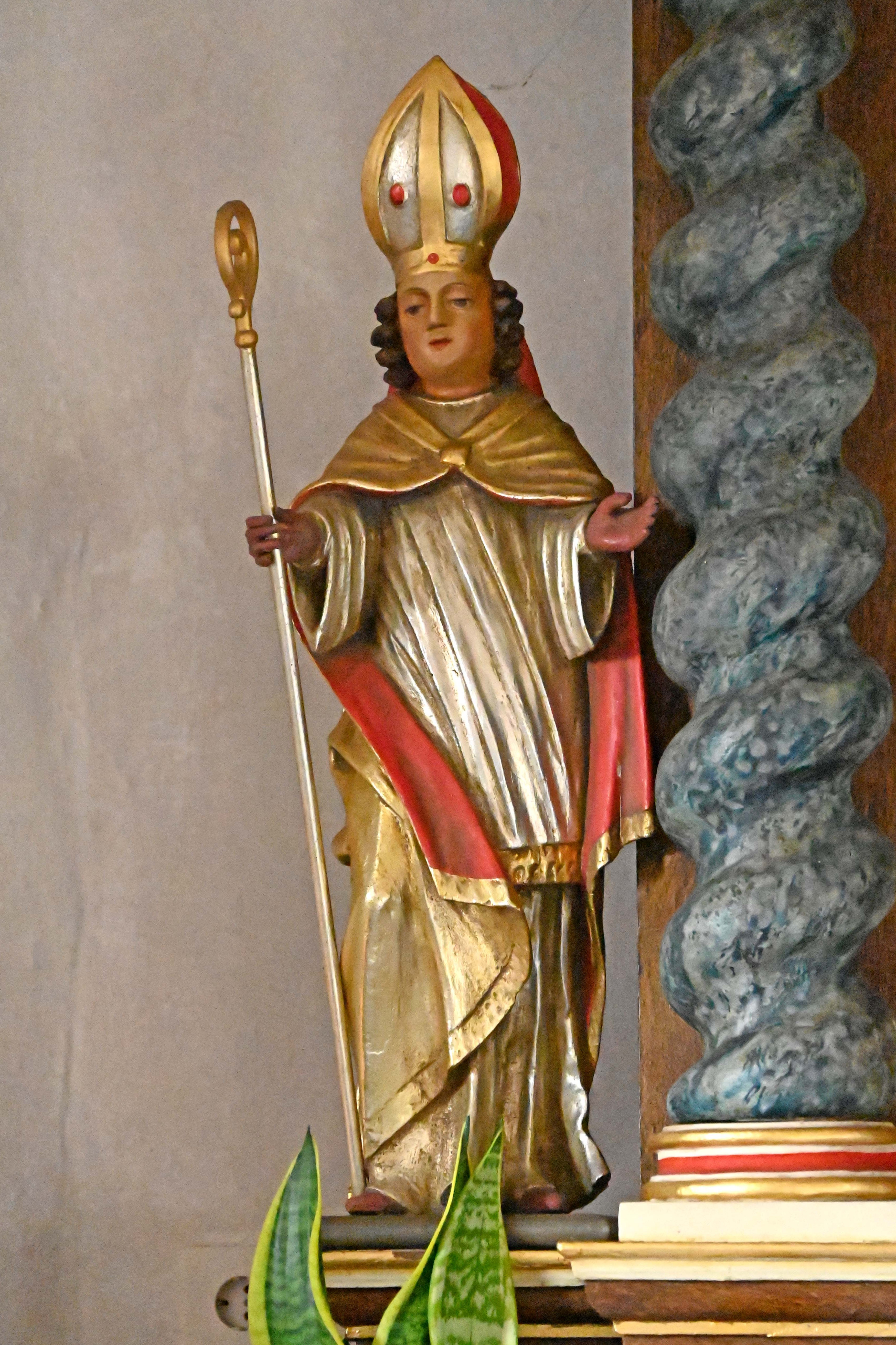
Statue St. Nikolaus
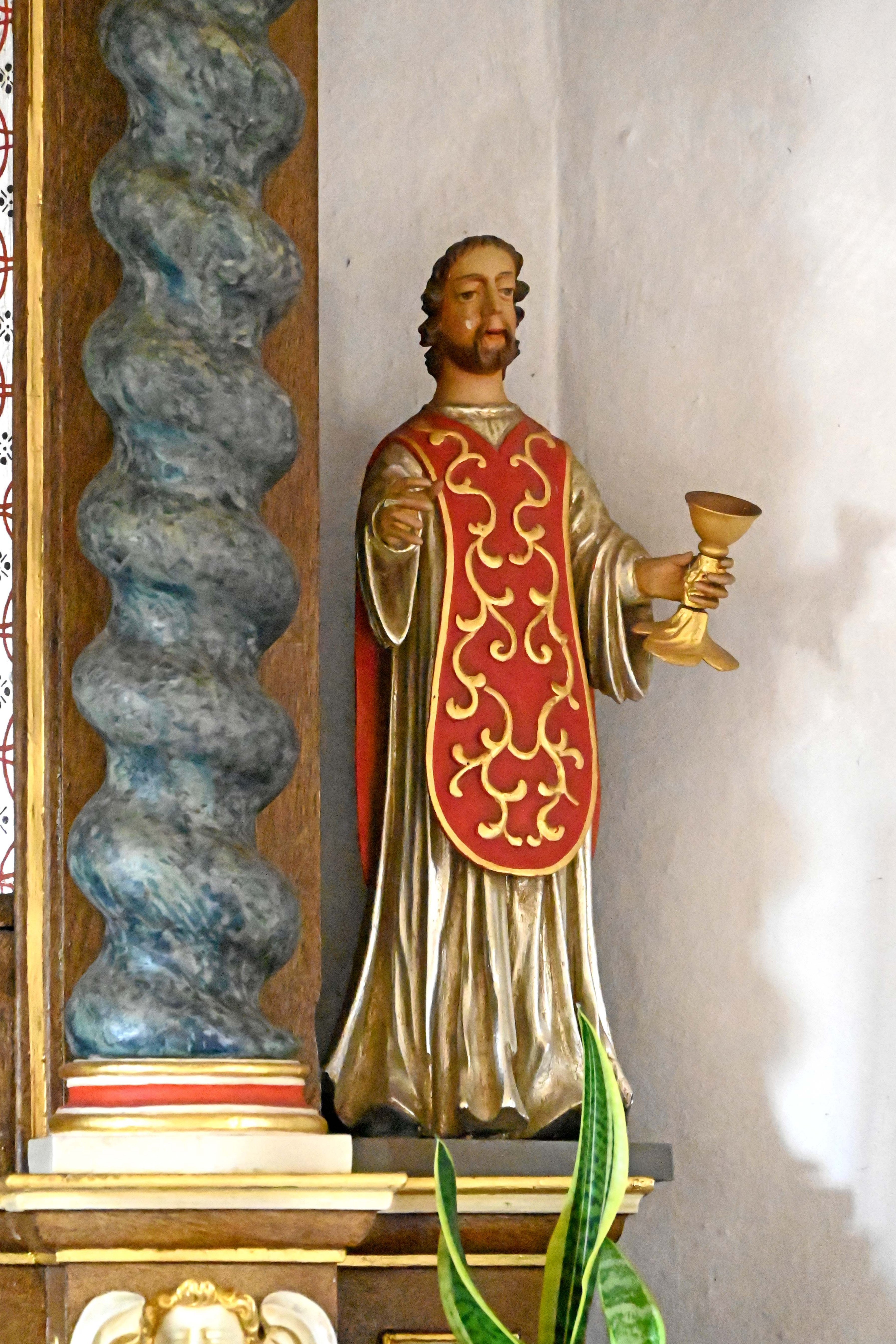
Statue St. Nepomuk

## Sonstiges
- In der Nähe des Ortes verläuft der Maare-Mosel-Radweg.
- Westlich des Ortes verläuft die Bundesautobahn 1, die Dorfstraße von Saxler ist die Kreisstraße 19.
- Saxler gehört zum Amtsgerichtsbezirk Daun.